# Fred Hemmes sr.

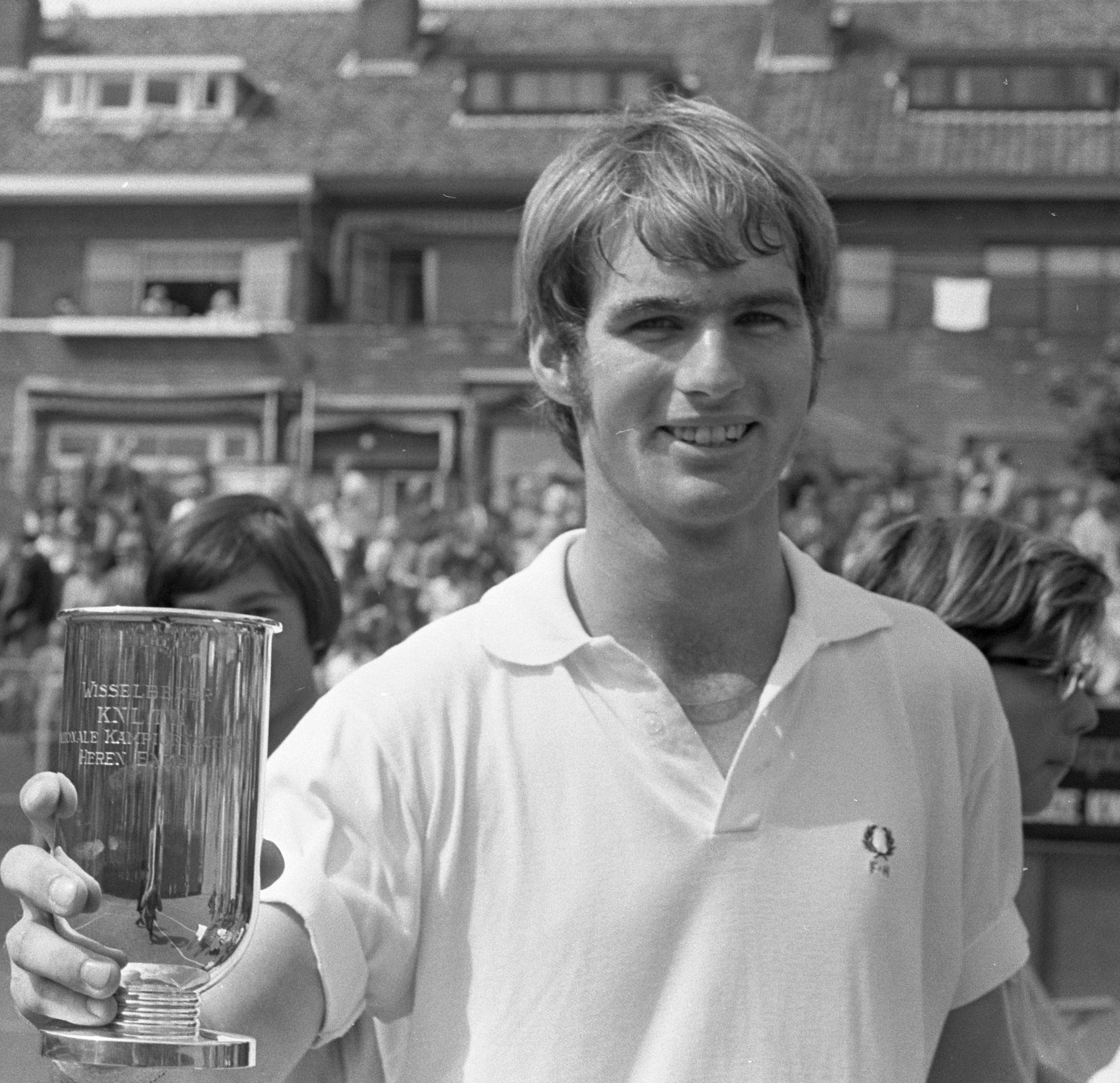
Fred Hemmes in 1971

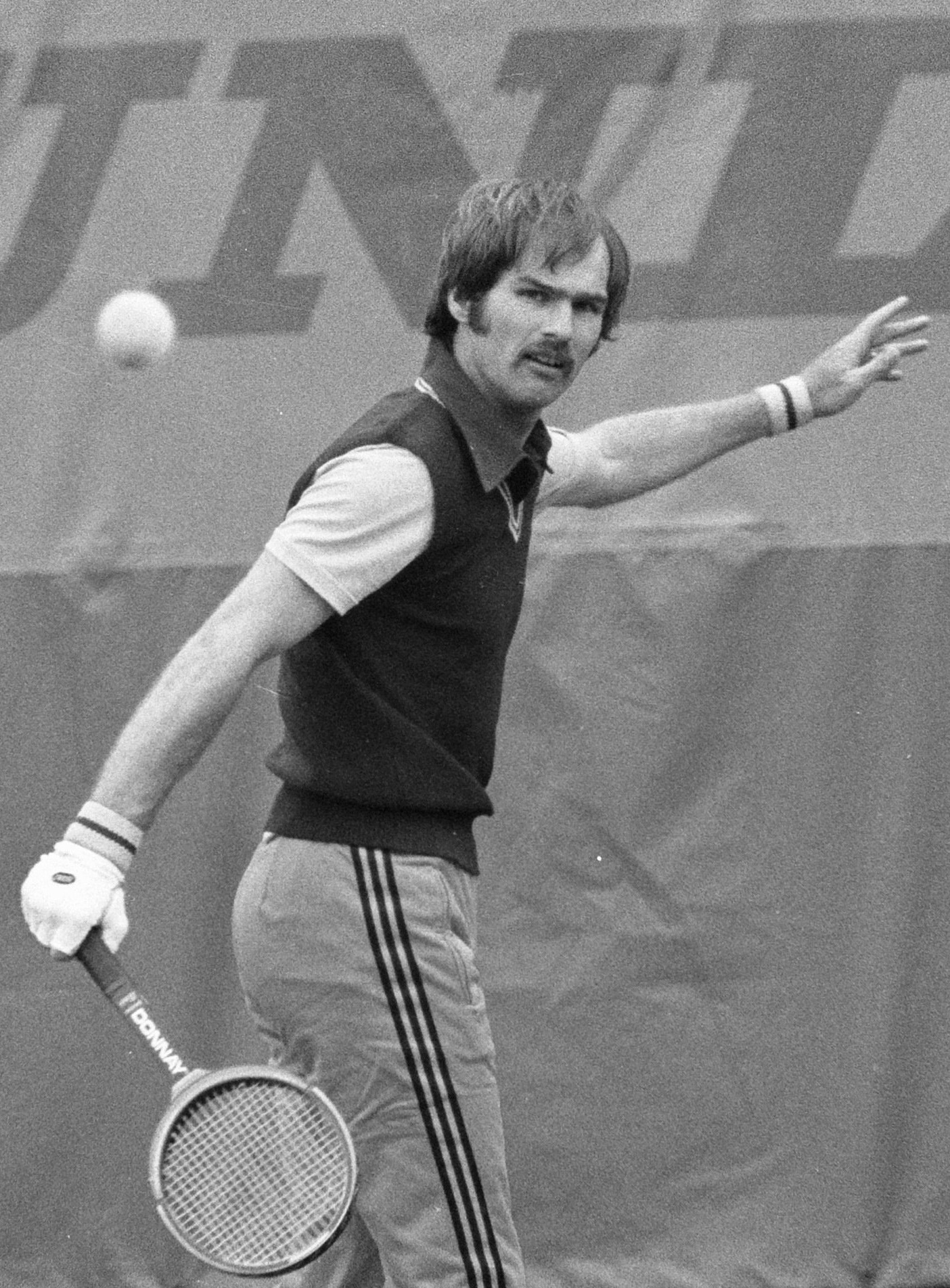
Fred Hemmes in 1977

Fred Hemmes sr. (Den Haag, 14 juni 1950) is een voormalig professioneel tennisspeler uit Nederland. Zijn zoon, Fred Hemmes jr., had ook een carrière als tennisspeler.

## Loopbaan
Hemmes sr. speelde in het Nederlandse Davis Cup-team in de periode van 1971 tot en met 1977. Van de achttien wedstrijden die hij speelde won hij er zeven, vier in het enkelspel en drie in het dubbelspel. Zijn verloren wedstrijden waren inclusief het mannenenkelspel tegen Björn Borg en Ilie Năstase.
Hij speelde zowel in het mannendubbelspel als in het gemengd dubbelspel op Wimbledon 1973. Zijn partners waren respectievelijk Jan Hordijk en Tine Zwaan. In 1974 speelde hij ook mee op Wimbledon in het gemengd dubbelspel met Nora Lauteslager.
Zijn beste resultaten behaalde hij in het Dutch Open van 1976, waar hij, ondanks zijn binnenkomst als lucky loser, in de openingsronde de toptennisser Wojtek Fibak wist te verslaan.